# كارولين فورد
كارولين فورد (بالإنجليزية: Caroline Ford)‏ هي ممثلة بريطانية، ولدت في 13 مايو 1988 في Chorleywood ‏ في المملكة المتحدة.

## أعمال

### مسلسلات
- رصيف الكرنفال

## وصلات خارجية
- كارولين فورد على موقع IMDb (الإنجليزية)
- كارولين فورد على موقع قاعدة بيانات الفيلم (الإنجليزية)